# 王遵 (正德進士)
王遵（1475年—？），字訓典、又字舜典，直隸寧國府宣城縣人，民籍，明朝政治人物。

## 生平
正德五年（1510年）庚午科應天鄉試第七名舉人，六年（1511年）中式辛未科會試第二百八十八名，三甲第二百三十一名進士。任成都府知府，嘉靖六年（1527年）十一月升四川布政使司右參政，調廣西布政使司右參政，十一年（1532年）五月升貴州按察使，十二年（1533年）七月升四川右布政使，同年升江西左布政使，十四年（1535年）正月考察以罷軟降調。

## 家族
曾祖王允中，中書舍人；祖父王昌裔，知縣；父王度，通判。母丁氏。永感下。兄王遂，從兄王蓋、王益、王羲、王義，從弟王善、王前、王孳、王棻、王芳、王芝。